# Hamburger-Shift
Als Hamburger-Shift, benannt nach Hartog Jakob Hamburger, wird in der Physiologie der Anionenaustausch in Erythrozyten mittels eines Cl−/HCO3−-Antiporters bezeichnet. Das in der Körperperipherie aus dem Gewebe in die Blutkapillare und dann in den Erythrozyten diffundierte CO2 reagiert mit H2O, katalysiert durch die Carboanhydrase, gemäß der folgenden Gleichung:
{\displaystyle \mathrm {CO_{2}+H_{2}O\rightleftharpoons H_{2}CO_{3}\rightleftharpoons {HCO{_{3}}^{-}}+H^{+}} }
Das HCO3− verlässt über den Hamburger-Shift den Erythrozyten, durch die nun erhöhte intrazelluläre Konzentration von H+-Ionen kommt es zu einer leichten Ansäuerung des Erythrozyten und der pH-Wert nimmt ab. In Zusammenwirkung mit der vermehrten CO2-Konzentration kommt es zu einer Rechtsverschiebung der Sauerstoffbindungskurve und damit zu einer Abnahme der O2-Affinität des Hämoglobins (Bohr-Effekt), der Sauerstoff wird leichter an das Gewebe abgegeben.